# Tobias Lotter
Tobias Lotter (auch Tobias Lottarius; * 19. Oktober 1568 in Augsburg; † 19. Dezember 1631 in Stuttgart) war ein deutscher lutherischer Theologe und Geistlicher.

## Leben
Lotter war Sohn des Augsburger Kaufmanns Bartholomäus Lotter. Nachdem seine Eltern von einer schweren Krankheit genesen waren, wurde für ihn das Studium der Theologie bestimmt. Er besuchte die Schulen von Giengen an der Brenz und das Gymnasium von Lauingen. Seine Immatrikulation an der Universität Tübingen erfolgte am 4. August 1586. Dort erlangte er am 5. April 1587 den Bakkalaureusgrad und am 5. Februar 1589 den Magistergrad.
Lotter wurde in den württembergischen Kirchendienst aufgenommen. Er erhielt 1591 eine Stelle als Diakon und 1592 als Oberdiakon in Tübingen, wurde 1596 als Spezialsuperintendent nach Leonberg berufen, bevor er 1599 als Spezialsuperintendent und Hospitalprediger an die Hospitalkirche nach Stuttgart kam. In Stuttgart wurde er 1608 an der Stiftskirche Stiftsprediger und Konsistorialrat. Als solcher wirkte er bis zu seinem Tod. Er galt als Vertrauter der Herzöge Friedrich und Johann Friedrich, war Mitglied des Ehegerichts und wurde am 10. November 1612 von der Theologischen Fakultät zum Dr. theol. promoviert. 
Lotter wurde 1615 durch seinen Herzog als Reformator des Dorfes Brenz an der Brenz eingesetzt.

## Weke (Auswahl)
- De sacrificiis Veteris Testamenti, Gruppenbach, Tübingen 1591.
- Notwendiger Bericht, Auff die Copey, eines auß Disseldorff, den 18. Juny Anno 1614. abgegangenen, vnd hernach zu Cöln getruckten Sendschreibens, Betreffend Die Motiven, vmb deren willen der Durchleuchtig, Hochgeborn Fürst vnd Herr, Herr Wolffgang Wilhelm, Pfaltzgrave bey Rhein, [et]c. von der Augspurgischen Confession, zu der Römischen Kirchen sich begeben, Werlin, Tübingen 1615.
- mit Lucas Osiander: Zwo Christliche Predigten/ Gehalten Als der ... Herr Ludwig Friderich/ Hertzog zu Würtemberg und Teck ... als Vormund und Administrator/ im Namen/ deß ... Herrn Eberhardten/ Hertzogen zu Würtemberg und Teck ... künfftig regierenden Lands-Fürsten die Erbhuldigung eingenommen, Rößlin, Stuttgart 1629.